# Bodešče
Bodešče (IPA: [bɔˈdɛːʃtʃɛ]) è un villaggio sulla riva sinistra del fiume Sava Bohinjka nel Comune di Bled nella regione Alta Carniola della Slovenia.
La chiesa del villaggio è intitolata a San Leonardo e si narra che sarebbe stato costruita sul sito di un antico forte. La chiesa ha una veranda coperta, una navata quadrata e un presbiterio stella-a volta gotica stretta, risalente alla metà del XV secolo. 
Il campanile ha una corona barocco in legno.